# جوش كاي (لاعب كرة قدم)
جوش كاي (بالإنجليزية: Josh Kay) هو لاعب كرة قدم بريطاني في مركز الوسط، ولد في 28 أكتوبر 1996 في بلاكبول في المملكة المتحدة. لعب مع نادي بارو ونادي تشيسترفيلد.